# Last Holiday
Last Holiday je videohra od českého studia Boomer Games. Hra byla vydaná 18. května 2023 v předběžném přístupu, plné vydání je plánováno nejdříve koncem roku 2024.
Na dabingu se podíleli Petr Rychlý (kněz), Jakub Prachař (Slávek), Jan Maxián (Ben), Bohuslav Kalva (děda), Dana Batulková (babička), Alice Šnirychová (starostka/stará paní), Karolína Půčková (Kikina) a Daniel Ferenc (Demeter). Hra obsahuje české i anglické titulky.

## Hratelnost
Hráč má za úkol plnit příběhové mise, ale obsahuje survival mechaniky, potřebu jíst, pít a chodit na záchod a odpočívat. Bude zde možnost flirtovat se ženami. Jedna z hlavních náplní hry je oprava trabantu. Koncept je podobný finské hře My Summer Car z roku 2016. Obsahuje i pár vedlejších misí a aktivit jako hledaní různých skrytých věcí, kradení třešní nebo železa a další. Hra také naráží na vesnický život jako například opilství nebo nářečí.

## Příběh
Hra se odehrává v malé severočeské vesnici Bžany o prázdninách roku 2000, mladík Ben je tam poslán za svými prarodiči svým rozzlobeným otcem, který nesnese, že neudělal maturitu. Zde se Ben vypořádává se životem na venkově.

## Vývoj
Studio Boomer Games bylo založeno v prosinci 2021 Antonínem Capouškem (scenárista, producent, dabingový režisér) a Martinem Čapkem (vedoucí programátor) a Ondřejem Mikšíkem a Janem Skřičkou (investoři). Koncem roku 2022 započala práce na dabingu a proběhl úspěšný crowdfunding na Startovac.cz, kde se na projekt vybralo přes 340 tisíc Kč (tedy 625 % požadované částky).
V květnu 2023 byla hra vydaná v předběžném přístupu ve stavu s velkými bugy a potýkala se s vysokými systémovými požadavky. Od vydání vyšlo několik updatů, které mnoho věcí opravilo, včetně snížení nároků na operační paměť. Plné vydání bylo plánováno na přelom let 2023 a 2024, ale bylo odloženo. Budoucnost hry není kvůli odchodu hlavního scenáristy, producenta a dabingového režiséra Antonína Capouška jistá.

## Kritika
Na Steamu má hra v předběžném přístupu 54 % kladných recenzí, především kvůli bugům a špatné optimalizaci.